# Grégoire Blanc
Grégoire Blanc (París; 3 de diciembre de 1996) es un músico francés que toca el theremín y la sierra musical.

## Biografía
Nacido en París en 1996, comienza a estudiar el violonchelo a la edad de cuatro años. Posteriormente, aprende la trompeta y el piano en autodidacta.
A la edad de 15 años, descubre en clase de física el theremín, instrumento por el que desarrolla una pasión. Animado a desarrollar una técnica de juego por su profesora de violonchelo en el conservatorio de Issy-les-Moulineaux, publica algunos videos en la plataforma YouTube que llaman la atención de un gran público. En 2013, un vídeo en el que interpreta Clair de Lune de Debussy tiene más de 3 millones de visualizaciones. El encuentro de artistas de renombre, en particular Carolina Eyck y Lydia Kavina, le permite ir más lejos en la expresión musical.
Comenzó a estudiar en la École nationale supérieure d'arts et métiers en 2015. En 2019, cuando se graduó, decidió dedicarse por completo a su carrera musical. Ha participado en numerosos festivales en Francia y Estados Unidos.
A pesar de haber recibido una formación clásica, Blanc aborda diferentes géneros de música. Debussy, así como Pink Floyd y Rajmáninov forman parte de su repertorio. Por otra parte, afirmó que quería «escaparse un poco del repertorio clásico».
Se asocia con frecuencia con pianistas, orquestas e incluso organistas en representaciones en el escenario y en Internet. Comprometido en el reconocimiento del theremín, asegura que «existe esta tendencia de una búsqueda de legitimidad, para el theremín, que sigue siendo de actualidad, para compensar su imagen de gadget musical». Su grande talla (1,96 m) y sus largos dedos le dan un estilo de juego original.
También anima conferencias en torno al tema, para descubrir el instrumento.

## Discografía
Fuente : Internet Movie Database

### Álbum
New York Theremin Society - Theremin 100 (2020)
- À Ses Derniers Pas Entrant Dans La Boue. Grégoire Blanc, Aleks (CD, Album)  Centrediscs, 2022.

- Verflochten. Grégoire Blanc, Adumá Saxophonquartett – Verflochten, (11×File, ALAC) Edition Zeitklang, 2022.

- 楽想 Daydreaming ~ 楽想 (11×File, ALAC, Album) Rambling Records Inc., 2024.

### En Conciertos
- Reinhold Glière - Concerto for Coloratura Soprano in F minor, Op. 82 (2019)
- Aleks Schürmer - À ses derniers pas, entrant dans la boue... (2018)
- Heitor Villa-Lobos - O Canto del Cisne Negro (2018)
- Claude Debussy - Rêverie, avec le Septuor Alba (2018)

### Música de películas
- Holy Beasts (2019)
- Es war einmal in Deutschland... (2017)
- Ondes noires (2017)

- Lost In The Ether (4×File, WAV, EP)  Moog Music Inc. 2022

- Banda Sonora Original Del Documental Not On Label (Grégoire Blanc Self-released) 2023